# Don Branson
Don Branson, född den 2 juni 1920 i Rantoul, Illinois, USA, död den 12 november 1966 i Gardena, Kalifornien, USA, var en amerikansk racerförare.

## Racingkarriär
Branson började tävla i formelbilsracing först efter ha fyllt 35 år, men blev snabbt en av de bästa amerikanska förarna, med en tredjeplats i USAC National Championship 1960 som bästa karriärresultat. Branson vann sammanlagt sex tävlingar i mästerskapet, och blev fyra i mästerskapet 1962 såväl som  1964 och 1965, och under den sistnämnda säsongen vann han tre tävlingar totalt. Branson deltog i Indianapolis 500 vid åtta tillfällen, med en fjärdeplats 1960 som bästa resultat. Han fick tre stycken poäng i Förar-VM samma år, vilket tekniskt sett gör honom till poängplockare i formel 1. Branson var mästare i USAC:s sprint car-mästerskap 1959 och 1965, och i ett sådant race omkom han i en krasch mot slutet av 1966 års säsong.